# سیارک ۳۶۰۳۵
سیارک ۳۶۰۳۵ (به انگلیسی: 36035 Petrvok، نامگذاری:1999PV) سی و شش هزار و سی و پنجمین سیارک کشف شده‌است که در ۶ اوت ۱۹۹۹ کشف شد.